# Peter Tägtgren
Peter Tägtgren (Estocolmo, Suecia, 3 de junio de 1970) es un músico y productor sueco. Es el fundador, compositor,  corista y guitarrista de la banda de melodic death metal, Hypocrisy.
Antes de fundar Hypocrisy en 1989, un año antes, había creado la banda Seditious (pre-Hypocrisy). Ese año viajó a Florida, donde tocó en directo como guitarrista con unos aún desconocidos Malevolent Creation. Su buen papel con las bandas de death metal de Florida lo inspiró a crear Hypocrisy, y hacer que sus primeros trabajos fuesen Death Metal.
Aunque Hypocrisy es su banda principal, Peter también trabaja y ha trabajado en otros proyectos suecos. Estos incluyen a Pain (Industrial Metal), donde ejecuta todos los instrumentos y voces además de componer todas las canciones; Lock Up (grindcore/death metal) donde cantaba; The Abyss (black metal), donde tocaba la batería, el bajo, y cantaba; War (black metal), donde tocó la batería: y, más recientemente, Bloodbath (death metal) donde también fue vocalista. También ha aparecido como guitarrista en vivo para las bandas Marduk y E-Type.
Es dueño de los estudios, llamados The Abyss al igual que una de sus bandas, de Suecia, ejecutivo de los estudios Century Media, director de los estudios Nuclear Blast de Suecia; así como productor, mánager y mezclador de muchos grupos extremos, por ejemplo: Immortal, Children of Bodom, Dimmu Borgir, Marduk, Dark Funeral; entre muchos otros.
En 2015, anunció que empezara un nuevo proyecto musical llamado "Lindemann" junto al cantante de Rammstein, Till Lindemann. A finales del 2020 el duó comunicó que se iban a separar.

## Filmografía
Es también actor cinematográfico, ha realizado tres películas. Aunque una es de título desconocido y poco se sabe de ella, sus otros dos filmes son:
- Sonambulo (2000)
- Exit de Peter Lindmark (2006)

## Discografía

### Hypocrisy
- Rest In Pain (Demo, 1990)
- Nuclear Blast Sample 4 way Split (Split, 1991)
- Rest In Pain 92 (Demo, 1992)
- Penetralia (1992)
- Osculum Obscenum (1993)
- Pleasure Of Molestation (EP, 1993)
- The Fourth Dimension
- Abducted
- The Final Chapter
- Hypocrisy
- Into the Abyss
- Catch 22
- The Arrival
- Virus
- Catch 22 (V2.0.08)
- A Taste Of Extreme Divinity
- End Of Disclosure
- Worship (2021)

### Pain
- (2024) I am (álbum) (voz, todos los instrumentos)
- (2016) Coming Home (álbum) (voz, todos los instrumentos)
- (2011) You Only Live Twice (voz, todos los instrumentos)
- (2008) Cynic Paradise (voz, todos los instrumentos)
- (2007) Psalms of Extinction (voz, todos los instrumentos)
- (2006) Live Is Overrated (DVD)
- (2005) Dancing with the Dead (voz, todos los instrumentos)
- (2002) Nothing Remains the Same (voz, todos los instrumentos)
- (2000) Rebirth (voz, todos los instrumentos)
- (1997) Pain (voz, todos los instrumentos)

### Lindemann
- Skills in Pills (19 de junio de 2015)
- F & M (22 de noviembre de 2019)
- Live in Moscow (2021)

### The Abyss
- Summon the Beast (voz, batería, bajo)
- The Other Side (voz, batería, bajo)

### Otros
- War - Total War (batería) - 1997
- Bloodbath - Nightmares Made Flesh (voz) - 2004
- Lock Up - Pleasures Pave Sewers (voz)

### Como invitado
- Arckanum -  Fran marder Voz adicional en tema 8 -1995
- Naglfar - Vittra - Voz adicional en los temas 3, 5, 7 - 1995
- A Canorous Quintet - Silence of the World Beyond - Voz adicional en tema 3 - 1996
- Fleshcrawl - Bloodsoul - Voz adicional en el tema 1 - 1996
- Setherial - Nord... - Voz - 1996
- Sorhin - Skogsgriftens rike (EP) - Batería - 1996
- Algaion - Vox Clamentis EP - Batería - 1996
- Edge of Sanity - Infernal - Guitarra líder en tema 4 -1997
- Marduk - Live in Germania (álbum en vivo) - Guitarra - 1997
- Therion - A'arab Zaraq - Lucid Dreaming - Guitarra líder en tema 5 - 1997
- Violation - Beyond the Graves - Voz adicional - 1998
- Enthroned - The Apocalypse Manifesto - Voz adicional - 1999
- Marduk - Live in Germania / Nightwing (Recopilación) - Guitarra en los temas 1-9 - 1999
- Gardenian - Sindustries - Teclados, programación - 2000
- Natron - Bedtime for Mercy - Voz en el tema 7 - 2000
- Therion - Bells of Doom (Recopilación) - Voz en tema 10 - 2001
- Tarja - The Seer (EP)- Guitarra líder en tema 2 - 2008
- Eternal Gray Kindless - Voz - 2002
- Mactätus - Suicide - Voz adicional en el tema 8 - 2002
- Tiamat - Judas Christ voz adicional en tema 9 - 2002
- Kataklysm - Serenity in Fire - Voz en el tema 4 - 2004
- Destruction - Inventor of Evil Voz adicional en el tema 3 - 2005
- Celtic Frost - Monotheist - Voz en tema 10 - 2006
- Nuclear Blast Allstars: Out Of The Dark - Voz en el tema 2 - 2007
- Devian - God to the Illfated - Voz adicional en el tema 5 - 2008
- Sanctification - Black Reign - Voz en los temas 2 y 4 - 2009
- Exodus - Exhibit B: The Human Condition Voz adicional en el tema 10 - 2010
- Scarpoint - Open Your Eyes (Sencillo) - Voz - 2010
- Legion of the Damned - Descent into Chaos Voz en el tema 11 - 2011
- Lock Up - Necropolis Transparent - Voz en los temas 4, 16 y 19 - 2011
- The Unguided - Nightmareland (EP) - Voz en tema 2 - 2011
- The Unguided - Hell Frost - Voz en tema 9 - 2011
- Dynazty - Sultans of Sin - Voz e instrumentación adicional - 2012
- Sabaton - Carolus Rex	- Voz en los temas 3 y 12 - 2012
- Essence - Last Night of Solace - Bajo - 2013
- Dynazty - Renatus - Voz en el tema 10 - 2014
- Immortal - Northern Chaos Gods - Bajo - 2018

## Álbumes producidos
- Death Organ - 9 to 5 (1995).
- Dark Funeral - The Secrets of the Black Arts (1996).
- Fleshcrawl - Bloodsoul (1996).
- Dimmu Borgir - Enthrone Darkness Triumphant (1997).
- Fleshcrawl - Bloodred Massacre (1997).
- Therion - A'arab Zaraq - Lucid Dreaming (1997).
- Dark Funeral - Vobiscum Satanas (1998).
- Amon Amarth - Once Sent from the Golden Hall (1998).
- Dimmu Borgir - Godless Savage Garden (1998).
- Love Like Blood - Snakekiller (1998).
- Enslaved - Blodhemn (1998).
- Immortal - At the Heart of Winter (1999).
- Dimmu Borgir - Spiritual Black Dimensions (1999).
- Borknagar - Quintessence (2000).
- Children of Bodom - Follow the Reaper (2000).
- Dark Funeral - Teach Children to Worship Satan (2000)
- Dark Funeral - In the Sign... (2000).
- Gardenian - Sindustries (2000).
- Immortal - Damned in Black (2000).
- Old Man's Child - Revelation 666 - The Curse of Damnation (2000).
- Rotting Christ - Khronos (2000).
- Susperia - Predominance (2000).
- Maryslim - Split Vision (2004).
- Maryslim - A Perfect Mess (2007).
- Sabaton - The Art of War (2008).
- Dark Funeral - Diabolis Interium (2001).
- Immortal - Sons of Northern Darkness (2002).
- Susperia - Vindication (2002).
- Dimmu Borgir - Stormblåst MMV (2005).
- Celtic Frost - Monotheist (2006).
- Children of Bodom - Blooddrunk (2008).
- Sanctification - Black Reign (2008).
- Tarja - The Seer (2008).
- Immortal - All Shall Fall (2009).
- Septic Flesh - The Great Mass (2011).
- Amorphis - Circle (2013).
- Sabaton - The Last Stand (2016).